# 2MASS J00165953-4056541
2MASS J00165953-4056541 ist ein Brauner Zwerg im Sternbild Phönix. Er wurde 2000 von J. Davy Kirkpatrick et al. entdeckt. 2MASS J00165953-4056541 gehört der Spektralklasse L3,5 an.